# 里弗賽德鎮區 (新澤西州)
里弗賽德鎮區（英語：Riverside Township）是位於美國新澤西州伯靈頓縣的一個鎮區。

## 地方資料
里弗賽德鎮區的面積為4.16平方千米，當中陸地面積為3.84平方千米，而水域面積為0.32平方千米。根據2020年美國人口普查的數據，當地共有人口8003人，而人口密度為每平方千米1,923.8人。